# 龙骨螺科
龙骨螺科（学名：Carinariidae）是玉黍螺目翼管螺總科下的一个科。

## 食性
本科物種主要以水母、其他螺類的幼體及浮游動物為食。

## 下属分类
根據2005年出版的《布歇特和洛克羅伊的腹足類分類》，本科由下列兩個亞科構成：
- 龙骨螺亚科（Carinariinae Blainville, 1818）：異名“翼體螺科” Pterosomatidae Rang, 1829
- † Brunoniinae Dieni, 1990

### 属
本科包括以下各属：
龙骨螺亚科（Carinariinae）
- 心足螺屬（英语：Cardiapoda） Cardiapoda（英语：Cardiapoda） D'Orbigny, 1835
- 龙骨螺属 Carinaria Lamarck, 1801
- 翼体螺属 Pterosoma Lesson, 1827：只有翼体螺（Pterosoma planum R. P. Lesson, 1827）這一個物種；

† Brunoniinae
- † Brunonia G. Müller, 1898 – type genus of the subfamily Brunoniinae

## 外部連結
- Tree of Life Carinariidae （页面存档备份，存于）